# Triphleba leptoneura
Triphleba leptoneura är en tvåvingeart som beskrevs av Borgmeier 1963. Triphleba leptoneura ingår i släktet Triphleba och familjen puckelflugor.
Artens utbredningsområde är Maryland. Inga underarter finns listade i Catalogue of Life.